# Solo per i tuoi occhi
Solo per i tuoi occhi è la prima delle due raccolte di racconti di Ian Fleming incentrati su James Bond. Contiene sia narrazioni, sia riflessioni sulla vita.
La maggior parte dei racconti facevano parte di un progetto televisivo mai realizzato sul personaggio di 007, tranne La rarità Hildebrand, che fu pubblicato inizialmente su Playboy del marzo 1960, e Un quantum di sicurezza, che fu pubblicato sulla rivista Cosmopolitan del maggio 1959.

## Racconti

### Paesaggio e morte (From a view to a Kill)
007 è di passaggio a Parigi dopo una missione fallimentare a Vienna. In un ristorante lo raggiunge Mary Ann Russell, un'agente della sezione F, e lo informa che M desidera che aiuti la sezione a indagare sull'assassinio di un corriere motociclista diretto alla stazione Saint-Germain della Shape. L'agente britannico riesce a scoprire i colpevoli, facendo da esca: si traveste da corriere motociclista e, quando essi tentano di assassinarlo, li attira in una trappola.

#### Personaggi principali
- Mary Ann Russell, agente della sezione F
- Rattray, capo della sezione F
- colonnello Schreiber, comando del Quartier Generale del dipartimento Sicurezza della Shape

### Solo per i tuoi occhi (For your eyes only)
La famiglia Havelock, proprietaria di una piantagione in Giamaica, è sterminata dal maggiore Gonzalez. M, amico della famiglia, si serve del servizio segreto per indagare sulla strage. Scopre che il mandante è il terrorista Von Hammenstein, che alcune settimane prima era stato scacciato da Cuba dal regime di Fulgencio Batista. La pista porta in Canada, dove si sarebbe rifugiato il terrorista. M chiama 007 e gli fa capire implicitamente che gradirebbe una vendetta privata.
James Bond si reca in Canada e trova sulla sua strada Judy Havelock, l'unica figlia sopravvissuta. I due collaborando riescono a scovare e assassinare il terrorista.

#### Personaggi principali
- Judy Havelock, figlia di proprietari di piantagioni in Giamaica
- maggiore Gonzalez, killer
- von Hammerstein, terrorista

### Un quantum di sicurezza (Quantum of solace)
Il governatore britannico di un paese caraibico racconta a James Bond la storia di un ex funzionario dell'ambasciata e di sua moglie, un'ex hostess conosciuta in un viaggio aereo, e di come tra quell'uomo e quella donna a un certo punto si sia superato quel quantum di sicurezza oltre il quale si generano perfidia e dolorose cattiverie.

#### Personaggi principali
- il governatore, funzionario del Governo Britannico in un'ambasciata caraibica
- Rhoda Llewellyn, ex hostess
- Philip Masters, funzionario del Ministero degli Esteri britannico

### Rischio (Risico)
James Bond incontra a Roma Kristatos, un agente della CIA che indaga sul mondo della droga. L'uomo gli indica il pericoloso trafficante Enrico Colombo e la sua bella donna Lisl Baum. 007 riesce a conoscere la donna e la incontra ancora una settimana dopo a Venezia
La Baum lo fa salire sullo yacht di Colombo e il trafficante gli rivela che Kristatos in realtà è un doppiogiochista. 007 e gli uomini di Colombo bloccano una spedizione di oppio grezzo per Napoli; poi Bond uccide Kristatos. Colombo ha un modo tutto suo per ringraziare Bond: gli regala le chiavi della stanza all'albergo Danieli di Venezia, dove lo aspetta Lisl Baum.

#### Personaggi principali
- Kristatos, agente della CIA
- Enrico Colombo, trafficante di droga
- Lisl Baum, compagna di Colombo

### La rarità Hildebrand (The Hildebrand Rarity)
Milton Krest è un miliardario arrogante e volgare, che maltratta la moglie Liz e la imbarazza con pesanti allusioni in pubblico. L'uomo organizza alle Seychelles una caccia a un'introvabile specie di pesce, denominata "rarita di Hildebrand", una varietà di pesce scoiattolo. James Bond e il suo amico Fidele Barbey si uniscono alla spedizione.
Finalmente il pesce è catturato, ma la sera stessa 007 scopre che il miliardario è stato assassinato. Dalla bocca fuoriesce a mo' di lingua la coda del pesce pescato.

#### Personaggi principali
- Milton Krest, miliardario
- Liz Krest, moglie di Milton
- Fidele Barbey, factotum

## Edizioni
- Ian Fleming, Solo per i tuoi occhi, traduzione di Mariapaola Dettore, collana "Oscar", Arnoldo Mondadori Editore, 1987.
- Ian Fleming, Solo per i tuoi occhi, traduzione di Massimo Bocchiola, Adelphi, 2022

## Adattamenti cinematografici
- Solo per i tuoi occhi, regia di John Glen (1981). Il film, con Roger Moore nel ruolo di James Bond, seppur con molte differenze, propone la trama dei racconti Solo per i tuoi occhi e Rischio
- 007 - Bersaglio mobile, regia di John Glen (1985) vede per l'ultima volta Roger Moore nei panni di 007. Il titolo originale, A View To A Kill, riprende From A View To A Kill di Paesaggio e Morte, ma la sceneggiatura è originale
- 007 - Vendetta privata, regia di John Glen (1989). Secondo e ultimo Bond di Timothy Dalton, la sceneggiatura riprende in parte La rarità Hildebrand, compreso il nome del personaggio Milton Krest e quello della sua imbarcazione
- Quantum of Solace, regia di Marc Forster (2008). Il film adotta il titolo originale di Un quantum di sicurezza con una trama completamente diversa. James Bond è interpretato per la seconda volta da Daniel Craig